# Sisicottus montanus
Sisicottus montanus är en spindelart som först beskrevs av James Henry Emerton 1882.  Sisicottus montanus ingår i släktet Sisicottus och familjen täckvävarspindlar. Inga underarter finns listade i Catalogue of Life.